# اریکو (بازیکن فوتبال، زاده ۱۹۸۹)
اریکو (انگلیسی: Erico؛ زادهٔ ۲۰ ژوئیهٔ ۱۹۸۹) بازیکن فوتبال اهل برزیل است.
از باشگاه‌هایی که در آن بازی کرده‌است می‌توان به باشگاه فوتبال سبایل و باشگاه فوتبال آسترا جورجو اشاره کرد.